# Selekcja oocytów
Selekcja oocytów – procedura wykonywana przed zapłodnieniem in vitro w celu użycia oocytów o maksymalnych szansach doprowadzenia do ciąży, w przeciwieństwie do selekcji zarodków, która odbywa się już po zapłodnieniu.

## Techniki
Przeprowadzana może być ocena chromosomów. Zarodki z dojrzewającyh in vitro oocytów metafazy II (IVM-MII) wykaują znacznie wyższe odsetki zapłodnienia i więcej blastomerów na zarodek w porównaniu z tymi z metafazy I (odpowiednio 58,5% vs 43,9% i 5,7 vs 5,0).
Także cechy morfologiczne oocytu możliwe do oceny zwykłej mikroskopii świetlnej bądź w świetle spolaryzowanym mogą zostać wykorzystane. Jednak w niedawnych publikacjach nie ma wyraźnej tendenncji do wzrostu wartości predykcyjnych cech morfologicznych. Sugeruje się techniki takie, jak obrazowanie osłonki przejrzystej, które może wykryć różnice w dwójłomności pomiędzy jajami, co może stanowić predyktor upakowania komórek zarodkowych, blastulacji i ciąży.